# چیکو و ریتا
«چیکو و ریتا» (انگلیسی: Chico and Rita) فیلمی در ژانر پویانمایی‌شده به کارگردانی فرناندو تروئبا است که در سال ۲۰۱۰ منتشر شد. از بازیگران آن می‌توان به جی بندیکت و فردی کول اشاره کرد.
چیکو و ریتا فیلمی در سبک پویانمایی بزرگسالان در ژانر عاشقانه و درام است که در سال ۲۰۱۰ به کارگردانی تونو ارراندو، فرناندو تروئبا و خاویر ماریسکال ساخته شد. داستان فیلم در اواخر دههٔ ۱۹۴۰ و اوایل دههٔ ۱۹۵۰ در شهرهای هاوانا، نیویورک، لاس‌وگاس، لس‌آنجلس و پاریس می‌گذرد. چیکو، نوازنده‌ای جوان و جاه‌طلبِ پیانو است و ریتا، خواننده‌ای زیبا با صدایی خارق‌العاده. موسیقی و شور عاشقانه آن‌ها را به هم پیوند می‌دهد، اما سفر آن‌ها، در سنت بولروهای لاتین، پر از رنج و حسرت است. این فیلم توسط شرکت‌های Fernando Trueba Producciones، Estudio Mariscal و Magic Light Pictures تولید شد و از سوی CinemaNX و Isle of Man Film تأمین مالی گردید. این فیلم برندهٔ جایزه گویا برای بهترین فیلم پویانمایی در بیست‌وپنجمین دوره جوایز گویا شد و نامزد جایزه اسکار بهترین فیلم پویانمایی در هشتاد و چهارمین دوره جوایز اسکار بود؛ این نخستین نامزدی یک فیلم پویانمایی بلند اسپانیایی در این رشته بود.

## داستان
در سال ۱۹۴۸، در هاوانا و در دوران رژیم باتیستا، چیکو و دوست صمیمی‌اش رامون، جوانانی خوش‌لباس و ژیگول هستند که در بارهای سطح پایین فعالیت می‌کنند. در یکی از قرارهایشان با توریست‌های آمریکایی، وارد باری می‌شوند که در آن چیکو دلباختهٔ ریتا، خوانندهٔ اصلی گروه موسیقی، می‌شود. سپس آن دو به کلوب تروپیکانا می‌روند؛ جایی که گروه اجراکننده برای آن شب پیانیست ندارد و چیکو فرصت می‌یابد با گروه بنوازد. اجرای موفق او باعث نزدیکی بیشتر با ریتا می‌شود. چیکو و ریتا به قرار عاشقانه می‌روند، سوار موتور می‌شوند، چیکو در باری خلوت برای ریتا بیباپ می‌نوازد، و شب را در خانهٔ چیکو می‌گذرانند.
روز بعد، خوانا، دوست‌دختر سابق چیکو، سر می‌رسد و با ریتا درگیر می‌شود؛ هر دو زن با خشم، چیکو را ترک می‌کنند. با وجود این، چیکو همچنان شیفتهٔ ریتا است و از رامون می‌خواهد او را قانع کند برای مسابقهٔ رادیویی با او همخوانی کند. رامون به ریتا پول می‌دهد تا با چیکو اجرا کند؛ ولی پس از اجرا، ریتا بدون هیچ حرفی چیکو را ترک می‌کند. چیکو او را تا خانهٔ یک سانتریا دنبال می‌کند؛ زنی که پیش‌گویی می‌کند چیکو برای ریتا رنج بسیار به همراه خواهد آورد. آن دو در مسابقه برنده می‌شوند و قرارداد اجرایی یک‌ماهه در هتل ناسیونال را امضا می‌کنند.
چند هفته بعد، چیکو و ریتا با موفقیت روی صحنه می‌روند. یک تاجر به نام ران به ریتا پیشنهاد می‌دهد به نیویورک برود، جایی که موسیقی جاز و لاتین در حال شکوفایی است. ریتا اصرار می‌کند که چیکو نیز باید در این پیشنهاد گنجانده شود، اما چیکو که تصور می‌کند ریتا او را به خاطر ران ترک کرده، با خوانا قرار می‌گذارد. ریتای دل‌شکسته، پیشنهاد را به‌تنهایی می‌پذیرد. چیکو و رامون نیز به نیویورک می‌روند تا شانس خود را امتحان کنند. چیکو در مهمانی‌ها نوازندگی می‌کند و رامون در هتل پلازا به‌عنوان پیش‌خدمت مشغول می‌شود.
در یکی از مهمانی‌ها، چیکو بار دیگر با ریتای موفق روبه‌رو می‌شود و شب را با هم می‌گذرانند. فردای آن روز، ران رامون را پیدا می‌کند و به او پیشنهاد می‌دهد که اگر چیکو را از ریتا دور نگه دارد، در کسب‌وکار آژانس هنری‌اش سرمایه‌گذاری می‌کند. رامون می‌پذیرد و چیکو را با دیزی گیلسپی آشنا می‌کند که او را برای اجرا در پاریس و تور اروپایی به خدمت می‌گیرد.
ریتا به ستاره‌ای سینمایی تبدیل می‌شود، در حالی‌که چیکو در پاریس معشوقه‌ای تازه پیدا می‌کند. اما ریتا با وجود ثروت و شهرت در نیویورک، به‌دلیل نژادپرستی از سوی جامعه تحقیر می‌شود.
در مسیر رفتن به لوکیشن فیلم‌برداری، رادیو قطعه‌ای جاز پخش می‌کند که ریتا فوراً آن را می‌شناسد: قطعه‌ای به نام «ریتا» که چیکو در دوران عاشقی‌شان در کوبا برای او ساخته بود.
سپس او چیکو را در باری می‌بیند که همان قطعه را با نامی دیگر—«لی‌لی»، که نام سگ دوست‌دختر فرانسوی چیکو است—اجرا می‌کند. پس از اجرا، آن‌ها با شور هم را می‌بوسند و آشتی می‌کنند. تصمیم می‌گیرند در شب سال نو، پس از اجرای ریتا در لاس‌وگاس، ازدواج کنند.
اما این ازدواج هرگز رخ نمی‌دهد. رامون با گذاشتن مواد مخدر در کت چیکو، باعث دستگیری او می‌شود و چیکو به کوبا بازگردانده می‌شود، درست هم‌زمان با آغاز رژیم فیدل کاسترو. ریتا نیز با انتقاد علنی از نژادپرستی در صنعت سینما و دورویی ستایش از هنرمندان سیاه‌پوست، عملاً به حرفهٔ خود پایان می‌دهد. چهل‌وهفت سال بعد، چیکو واکس‌زن ساده‌ای در هاواناست، رامون مرده، و ران در خانه سالمندانی در نیویورک زندگی می‌کند. یک خوانندهٔ جوان مشهور همراه گروهش برای دریافت آثار جاز چیکو به هاوانا می‌آید. آن‌ها موسیقی چیکو را اجرا و ضبط می‌کنند و او برای دومین بار شهرت جهانی می‌یابد. در پی آن، اجازهٔ ورود دوباره به آمریکا را می‌گیرد و سرانجام با ریتا در همان مسافرخانه‌ای در لاس‌وگاس که ۴۷ سال در آن‌جا خانه‌دار بوده، دیدار می‌کند.

## بازیگران
- لیمارا منسس در نقش ریتا
- ایمان شور اونیا در نقش چیکو
- ماریو گرا در نقش رامون
- جان آدامز
- رنی آروزارنا
- بلانکا روزا بلانکو
- جکی د لا نوس
- ریگوبِرتو فررا
- کن فورمن
- ری گیلن
- استیو هارپر
- لنی ماندل در نقش روی
- خورخه رایان
- کلودیا والدس
- اشلی آلبرت
- تریسی آیر
- کارلوس کابال
- وندی دیلون
- کتی فیتزجرالد
- لوئیس آلبرتو گارسیا
- مارک آنتونی هنری
- کرین مک‌کیو
- میریام سوکاراس
- پیتر اپل
- جی بندیکت
- لوئیس انریکه کاررس
- آلیدا انریکز
- کارلوس اور فونسکا
- ادی کالدرون
- آلکسیس گنزالس
- دیوید کرامر
- استرِیا مورِنته
- دایانا پریسلر
- ایزابل اشتوفل
- گلادیس سوربانو